# Sâncrai, Harghita

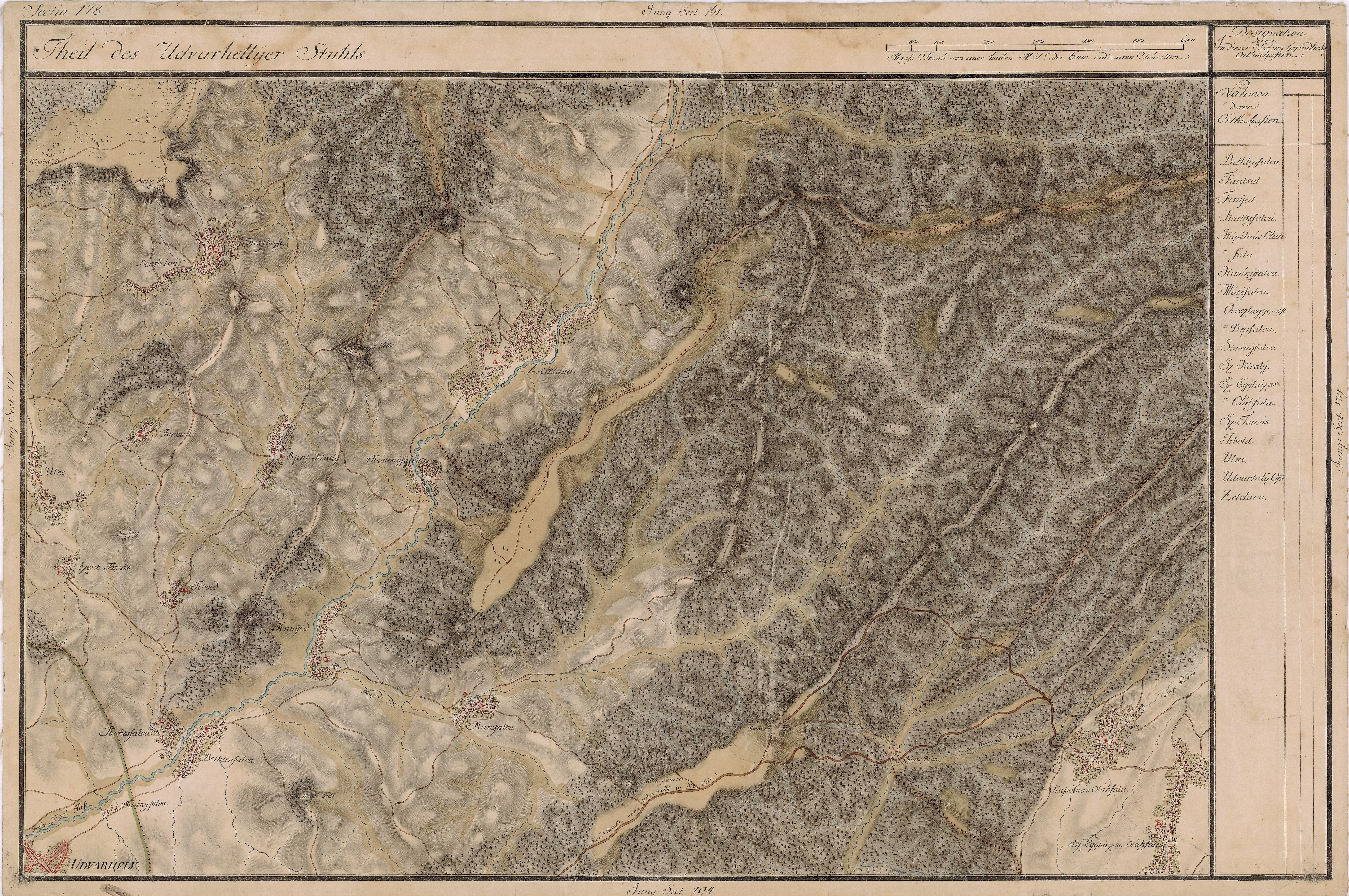
Sâncrai pe Harta Iosefină a Transilvaniei, 1769-1773

Sâncrai (maghiară Székelyszentkirály) este un sat în comuna Dealu din județul Harghita, Transilvania, România.

 Acest articol despre o localitate din județul Harghita este deocamdată un ciot. Puteți ajuta Wikipedia prin completarea lui.